# Hypalgezie
Hypalgezie nebo hypoalgezie označuje sníženou citlivost na bolestivé podněty. Postiženým chybí varovná funkce bolesti.
Hypalgezie vzniká, když jsou nociceptivní (bolestivé) podněty přerušeny nebo oslabeny v průběhu své cesty mezi vstupem (nociceptory) a místy, kde jsou zpracovány a rozpoznány jako bolest ve vědomé mysli. Hypalgezie může být způsobena vnějšími chemikáliemi, jako opioidy, ale také chemickými látkami vznikajícími v těle, např. hypoalgezie vyvolaná strachem nebo cvičením. K hypalgezii může také docházet při některých onemocnění, např. u diabetu nebo u nemocí souvisejících s hypertenzí.

## Chemické příčiny

### Analgetika
Analgetika jsou léčiva, která způsobují hypalgezii. Analgetika snižují bolest působením na nervový systém na periferní nebo centrální úrovni. 

### Opioidní analgetika
Opioidy zahrnují specifickou skupiny analgetik, která působí na opioidní receptory, které se nacházejí hlavně v centrálním nervovém systému. Patří sem např. morfin a kodein. Může se na nich vytvořit závislost. 
Endogenní opioidy si tělo vyrábí samo a slouží specificky k modulaci bolesti. Patří mezi ně endorfiny, enkefaliny, dynorfiny a endomorfiny. Tyto peptidy hrají důležitou roli v modulaci bolesti jako reakce na okolní prostředí. Mohou se uvolnit v reakci na řadu podnětů, jako zvýšený krevní tlak, bolest nebo nebezpečí.

## Hypalgezie vyvolaná cvičením
Existuje mnoho prací zkoumajících souvislost mezi cvičením a hypalgezií. Mnoho studií naznačuje jejich přímou souvislost, ale mechanismus účinku zůstává i přes velké množství prací stále nejasný. Předpokládá se, že endogenní opioidy se uvolňují jako reakce na zvýšení krevního tlaku, k němuž při cvičení dochází. Tato hypotéza má oporu v dosavadním lidském výzkumu a zřejmě hraje při vzniku hypalgezie roli, ale výzkum na zvířatech naznačuje, že jsou zapojeny i jiné mechanismy, jako je endokanabinoidní systém.

## Hypalgezie vyvolaná strachem
Hypalgezie vyvolaná strachem je dalším příkladem mechanismu ovlivňovaného opioidy. Předpokládá se, že strach je obranný mechanismus, který se postupem času vyvinul, aby poskytoval ochranu. Snížená reakce na bolest může být žádoucí např. v situaci, kdy by šlo o život, protože bolest by zde byla spíše na překážku. Bylo zdokumentováno, že strach snižuje reakci na bolest, ale stejně jako u cvičením navozené hypalgezie nejsou ani zde přesné mechanismy účinku dobře objasněny. Studie ukázaly, že opioidy se určitě na tomto mechanismu podílí, ale nevysvětlují celou analgetickou odpověď.